# Baron de Ros
Baron de Ros (vyslovuje se: růs) z Helmsley je přední (premier) baronský titul anglické šlechty vytvořený roku 1288/89 pro Williama Rose s prvenstvím od 24. prosince 1264. (Pravopis titulu a příjmení původních držitelů bylo v různých textech vykresleno odlišně. Slovo „Ros“ se někdy píše „Roos“ a slovo „de“ se někdy vynechává.) Premier baron je označení a status udělený držiteli nejstarší dochované hodnosti barona anglické šlechty. Před rušením anglických klášterů byl v anglickým premierem baronem převor Maltézského řádu.

## Historie
Dne 24. prosince 1264 byl Sir Robert de Ros povolán do parlamentu Simona de Montfort, 6. hraběte z Leicesteru a podle této skutečnosti bylo pokládáno že titul Baron de Ros byl vytvořen výnosem z tohoto roku. Oficiální založení proběhlo 6. února 1288/89.
Pokud titul náleží muži je anglickým premierem baronem avšak pokud titul náleží ženě tak premierem baronem je nejbližší baron. Např. když byla držitelkou Georgiana Maxwell, premierem byl Baron Mowbray.
Baronství může zdědit jak muž tak i žena. Nejstarší dcera nemá výhradní právo na titul což neplatí pro mužského potomka. Tento titul náležel šesti ženám.
Držitelem titulu byla až roku 1508 rodina de Ros. Po smrti desátého barona získal tento titul jeho synovec George Manners. Jeho syn Thomas Manners získal také titul hraběte z Rutlandu. Baronství i hrabství bylo spojené až do smrti třetího hraběte Edwarda Mannerse. Baronství bylo předáno jeho jediné dceři Elizabeth Cecil a hrabětem se stal jeho mladší bratr John Manners. Po smrti jediného Elizabetina syna Williama Cecila přešel titul zpět do rodiny Manners a baronem se stal šestý hrabě Francis Manners.
Po smrti Francise Mannerse bylo hrabství a baronství znovu rozděleno. Hraběcí titul zdědil jeho vzdálený bratranec (prasynovec 2. hraběte) a baronství získala jeho dcera Katherine, která se vdala za George Villierse, 1. vévodu z Buckinghamu. Vévodství i baronství zdědil jejich syn George. Po jeho smrti vévodství zaniklo a titul barona nikdo nezískal.
Titul Baron de Ros nezískal majitele více než sto let. Roku 1790 podala petici na obnovení baronství Charlotte Boyle-Walsingham, která se později vdala za lorda Henryho FitzGeralda, syna čtvrtého vévody z Leinsteru. Král Jiří III. předal věc Sněmovně lordů, která doporučila aby titul zůstal v nečinnosti. Roku 1806 král Jiří III. na doporučení předsedy vlády obnovil tento titul a Charlotte a její dědici poté převzali příjmení „de Ros“ za příjmením „FitzGerald“.
Po smrti 24. baronky Mary FitzGerald-de Ros bylo roku 1939 pozastaveno získání titulu. Titul byl obnoven roku 1943 pro její dceru Unu Ross a po její smrti roku 1956 byl titul znovu pozastaven. O dva roky později byl obnoven pro její vnučku Georgianu.
Současným baronem je Peter Maxwell.

## Baroni Ros z Helmsley (1264)
- William Ros, 1. baron Ros (úmrtí 1317)
- William Ros, 2. baron Ros (úmrtí 1343)
- William Ros, 3. baron Ros (asi 1326–1352)
- Thomas Ros, 4. baron Ros (1336–1384)
- John Ros, 5. baron Ros (asi 1360–1394)
- William Ros, 6. baron Ros (asi 1369–1414)
- John Ros, 7. baron Ros (úmrtí 1421)
- Thomas Ros, 8. baron Ros (asi 1405–1431)
- Thomas Ros, 9. baron Ros (asi 1427–1464) (propadnutí)
- Edmund Ros, 10. baron Ros (úmrtí 1508) (obnovení 1485, pozastavení 1508)
- George Manners, 11. baron Ros (úmrtí 1513) (pozastavení ukončeno 1512)
- Thomas Manners, 1. hrabě z Rutlandu, 12. baron Ros (úmrtí 1543)
- Henry Manners, 2. hrabě z Rutlandu, 13. baron Ros (1526–1563)
- Edward Manners, 3. hrabě z Rutlandu, 14. baron Ros (1549–1587)
- Elizabeth Cecil, 15. baronka Ros (asi 1572–1591)
- William Cecil, 16. baron Ros (1590–1618)
- Francis Manners, 6. hrabě z Rutlandu, 17. baron Ros (1578–1632)
- Katherine Villiers, vévodkyně z Buckinghamu, 18. baronka Ros (úmrtí 1649)
- George Villiers, 2. vévoda z Buckinghamu, 19. baron Ros (1628–1687) (titul pozastaven 1687)

### Baroni "de Ros"
- Charlotte FitzGerald-de Ros, 20. baronka de Ros (1769–1831) (pozastavení ukončeno 1806), první nositelka "de Ros"[5]
- Henry FitzGerald-de Ros, 21. baron de Ros (1793–1839)
- William FitzGerald-de Ros, 22. baron de Ros (1797–1874)
- Dudley FitzGerald-de Ros, 23. baron de Ros (1827–1907)
- Mary Dawson, hraběnka z Dartrey, 24. baronka de Ros (1854–1939) (titul pozastaven 1939)
- Una Ross, 25. baronka de Ros (1879–1956) (pozastavení ukončeno 1943, titul pozastaven 1956)
- Georgiana Maxwell, 26. baronka de Ros (1933–1983) (pozastavení ukončeno 1958)
- Peter Maxwell, 27. baron de Ros (nar. 1958)
  - Hon. Finbar James Maxwell (nar. 1988) (dědic)